# Fjodor Michailowitsch Dmitrijew

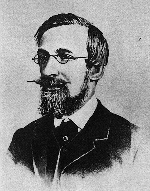
Fjodor Michailowitsch Dmitrijew

Fjodor Michailowitsch Dmitrijew (russisch Фёдор Михайлович Дмитриев; * 28. Oktoberjul. / 9. November 1829greg. in Moskau; † 25. Januarjul. / 6. Februar 1894greg. ebenda) war ein russischer Jurist und Hochschullehrer.

## Leben
Dmitrijew war ein Sohn des Dichters und Literaturkritikers Michail Alexandrowitsch Dmitrijew aus dessen zweiter Ehe und erhielt seine erste Bildung zu Hause. 1846 begann er das Studium an der juristischen Fakultät der Universität Moskau mit Abschluss 1850 als Kandidat des Rechts.
Ab 1857 ging er als Sekretär der Großfürstin Elena Pawlowna mit ihrer Unterstützung seinen wissenschaftlichen Studien im Ausland nach. Daraus entstand seine bedeutende Magisterdissertation über die Geschichte des russischen Rechts, die er 1859 erfolgreich verteidigte und für die er 1860 den Demidow-Preis erhielt.
1859 wurde Dmitrijew außerordentlicher Professor am Lehrstuhl für Staatsrecht der europäischen Staaten der Universität Moskau. 1866 wechselte er zum Lehrstuhl für alte und neue ausländische Gesetzgebungsverfahren. Er wurde bekannt durch seine exzellenten Vorlesungen, und B. N. Tschitscherin schätzte ihn sehr. Er arbeitete beim Russki Westnik und den Moskowskije Wedomosti mit. In der Nowoje wremja diskutierte er Reformen der Rechtspflege, des Zensurwesens und der Universitäten.
1866 beteiligte sich Dmitrijew aktiv am sogenannten Professorenaufstand zusammen mit B. N. Tschitscherin, M. N. Kapustin, S. M. Solowjow, S. A. Ratschinski und anderen liberalen Professoren der Universität Moskau gegen die Wiederwahl des Dekans der juristischen Fakultät W. N. Leschkow und die Einmischung des Ministeriums für Volksbildung in diese Universitätsangelegenheit. Infolge dieses Konflikts und seines Augenleidens erhielt er im Juni 1868  seinen Abschied.
Dmitrijew ließ sich auf dem Familiensitz im Ujesd Sysran nieder und war Sprecher, Ehrenfriedensrichter und Adelsführer des Ujesd. Er war Kurator des St. Petersburger Wissenschaftsbezirks (1881–1884) und Senator (ab 1884).